# Marquesado de Valenzuela de Tahuarda
El marquesado de Valenzuela de Tahuarda es un título nobiliario español creado por el rey Alfonso XIII en favor de Joaquín María de Valenzuela y Alcíbar-Jáuregui, militar y caballero de la Real Maestranza de Caballería de Zaragoza, el 11 de diciembre de 1924 por real decreto y el 27 de marzo de 1925 por real despacho, en memoria de su padre, el teniente-coronel Rafael de Valenzuela y Urzaiz, muerto el 5 de junio de 1923 durante la guerra del Rif, en el protectorado español de Marruecos. El 3 de febrero de 1983, el rey Juan Carlos I de España le concedió la grandeza de España.

## Marqueses de Valenzuela de Tahuarda
|                           | Titular                                        | Periodo                   |
| Creación por Alfonso XIII | Creación por Alfonso XIII                      | Creación por Alfonso XIII |
| ------------------------- | ---------------------------------------------- | ------------------------- |
| I                         | Joaquín María de Valenzuela y Alcíbar-Jáuregui | 1925-1996                 |
| II                        | Rafael de Valenzuela y Teresa                  | 1997-actual titular       |

## Historia de los marqueses de Valenzuela de Tahuarda
- Joaquín María de Valenzuela y Alcíbar-Jáuregui (1912-1996), I marqués de Valenzuela de Tahuarda, grande de España, caballero de la Real Maestranza de Caballería de Zaragoza, en posesión de la Gran Cruz de la Orden de San Hermenegildo y la Gran Cruz del Mérito Militar. Fue gobernador militar de Vitoria de 1970 a 1972, gobernador militar de Gran Canaria y segundo jefe militar de las Islas Canarias hasta 1975, capitán general de la IX Región Militar, con sede en Granada, desde 1975 hasta 1977, jefe del cuarto militar del rey Juan Carlos I desde ese año hasta 1983. Este monarca le concedió al título nobiliario la grandeza de España por real decreto del 3 de febrero de 1983 (BOE del 28 de febrero).[3]

Casó con María Cinta Teresa y Forés. El 25 de abril de 1997, tras orden del 21 de febrero del mismo año (BOE del 21 de marzo), le sucedió su hijo:
- Rafael de Valenzuela y Teresa, II marqués de Valenzuela de Tahuarda, grande de España.

Casó con María de la Concepción Angulo y Pinillos.